# Tamashii no Evolution
"Tamashii no Evolution" (魂のエヴォリューション) é um single de Hironobu Kageyama lançado pela Nippon Columbia em 20 de novembro de 1999.

## Produção
O single contém a música homônima e a canção "Ba-Bi-Bu-Be-Beast Wars", respectivamente abertura e encerramento da segunda e terceira temporadas da adaptação japonesa do desenho Beast Wars (que no Japão foi chamado de Chō Seimeitai Transformers Beast Wars Metals). "Tamashii no Evolution" também foi usada como abertura do jogo Transformers: Beast Wars Transmetals.
O time de compositores trabalhava na indústria de músicas de anime há muitos anos, e inclui Yumi Yoshimoto, que escreveu canções para Zillion; Takeshi Ike, que compôs para Dragon Ball e Dragon Ball Z; e Yohgo Kohno, da banda MAKE-UP, responsável por várias músicas de Os Cavaleiros do Zodíaco, incluindo "Blue Forever".
Marca a volta de Kageyama à franquia Transformers após as canções do single "The Headmasters/Kimi wa Transformer".

## Legado
Ambas as músicas foram relançadas em diversos álbuns de músicas da franquia Transformers, como Transformers Beast Wars Again Song Best, Transformers Theme Song Collection, e Transformers Song Universe.
Já o próprio Hironobu Kageyama inclui ambas as canções em seu álbum Kage chan Pack ~Kimi to Boku no Daikoushin~, que o site CD Journal diz que as músicas "fazem os fãs lembrar das grandes conquistas dessa lenda das anisons". Ele também já as cantou em shows especiais, como o Super Robot Spirits, e no seu show de aniversário anual em 2022.

## Recepção
O site NetLab, da ITMedia, organizou um ranking das melhores músicas de Kageyama por votação popular, e "Tamashii no Evolution" ficou na 21ª colocação.

## Faixas
| N.º            | Título                                      | Letras         | Música          | Arranjo        | Duração |  |
| 1.             | "Tamashii no Evolution"                     | Yumi Yoshimoto | Kisaburo Suzuki | Yohgo Kohno    | 4:56    |  |
| 2.             | "Ba-Bi-Bu-Be-Beast Wars"                    | Takeshi Ike    | T. Ike          | T. Ike         | 3:54    |  |
| 3.             | "Tamashii no Evolution (original karaoke)"  | instrumental   | K. Suzuki       | Y. Kohno       | 4:56    |  |
| 4.             | "Ba-Bi-Bu-Be-Beast Wars (original karaoke)" | instrumental   | T. Ike          | T. Ike         | 3:54    |  |
| Duração total: | Duração total:                              | Duração total: | Duração total:  | Duração total: | 17:40   |  |